# Lista de unidades federativas do Brasil por índice de transparência
| Ótimo (100 – 80) Bom (79 – 60) Regular (59 – 40) | Ruim (39 – 20) Péssimo (19 – 0) |

Índice de transparência e governança pública nos estados brasileiros em 2022.

Esta é a lista de unidades federativas do Brasil por índice de transparência, que é o ranking do nível de transparência das contas públicas das unidades federativas brasileiras segundo dados da Transparência Internacional Brasil e Ranking Nacional da Transparência, elaborado pelo Ministério Público Federal.
O questionário aplicado pelas unidades do Ministério Público Federal no Brasil inteiro foi elaborado no bojo da ação nº 4 da Estratégia Nacional de Combate à Corrupção e Lavagem de Dinheiro (ENCCLA) do ano de 2015, por representantes do Ministério Público Federal (MPF), Conselho Nacional do Ministério Público (CNMP), Controladoria Geral da União (CGU), Tribunal de Contas da União (TCU), Secretaria do Tesouro Nacional (STN), Associação dos Membros dos Tribunais de Contas (ATRICON), Banco Central do Brasil, entre outras instituições de controle e fiscalização.

## Unidades federativas do Brasil por índice de transparência
| Posição | Unidade federativa  | Índice 2015 | Índice 2016 |
| ------- | ------------------- | ----------- | ----------- |
| 1       | Ceará               | 8,20        | 10,0        |
| 1       | Espírito Santo      | 10,0        | 10,0        |
| 1       | Rondônia            | 5,20        | 10,0        |
| 4       | Goiás               | 6,80        | 9,80        |
| 4       | Tocantins           | 7,90        | 9,80        |
| 6       | São Paulo           | 9,20        | 9,70        |
| 7       | Minas Gerais        | 7,80        | 9,20        |
| 7       | Rio Grande do Sul   | 9,0         | 9,20        |
| 7       | Rio Grande do Norte | 7,80        | 9,20        |
| 7       | Santa Catarina      | 9,80        | 9,20        |
| 11      | Mato Grosso do Sul  | 1,40        | 9,10        |
| 12      | Pernambuco          | 7,50        | 8,80        |
| 13      | Paraná              | 6,10        | 8,70        |
| 13      | Rio de Janeiro      | 5,90        | 8,70        |
| 15      | Maranhão            | 7,70        | 8,50        |
| 16      | Pará                | 6,80        | 8,30        |
| 16      | Piauí               | 7,20        | 8,30        |
| 18      | Mato Grosso         | 9,50        | 8,10        |
| 18      | Sergipe             | 5,70        | 8,10        |
| 20      | Amapá               | 5,80        | 8,0         |
| 21      | Alagoas             | 6,80        | 7,60        |
| 21      | Distrito Federal    | 8,30        | 7,60        |
| 23      | Amazonas            | 4,60        | 7,50        |
| 24      | Paraíba             | 8,30        | 7,50        |
| 25      | Acre                | 5,80        | 5,60        |
| 26      | Bahia               | 5,0         | 4,10        |
| 27      | Roraima             | 4,90        | 3,80        |